# Esame universitario

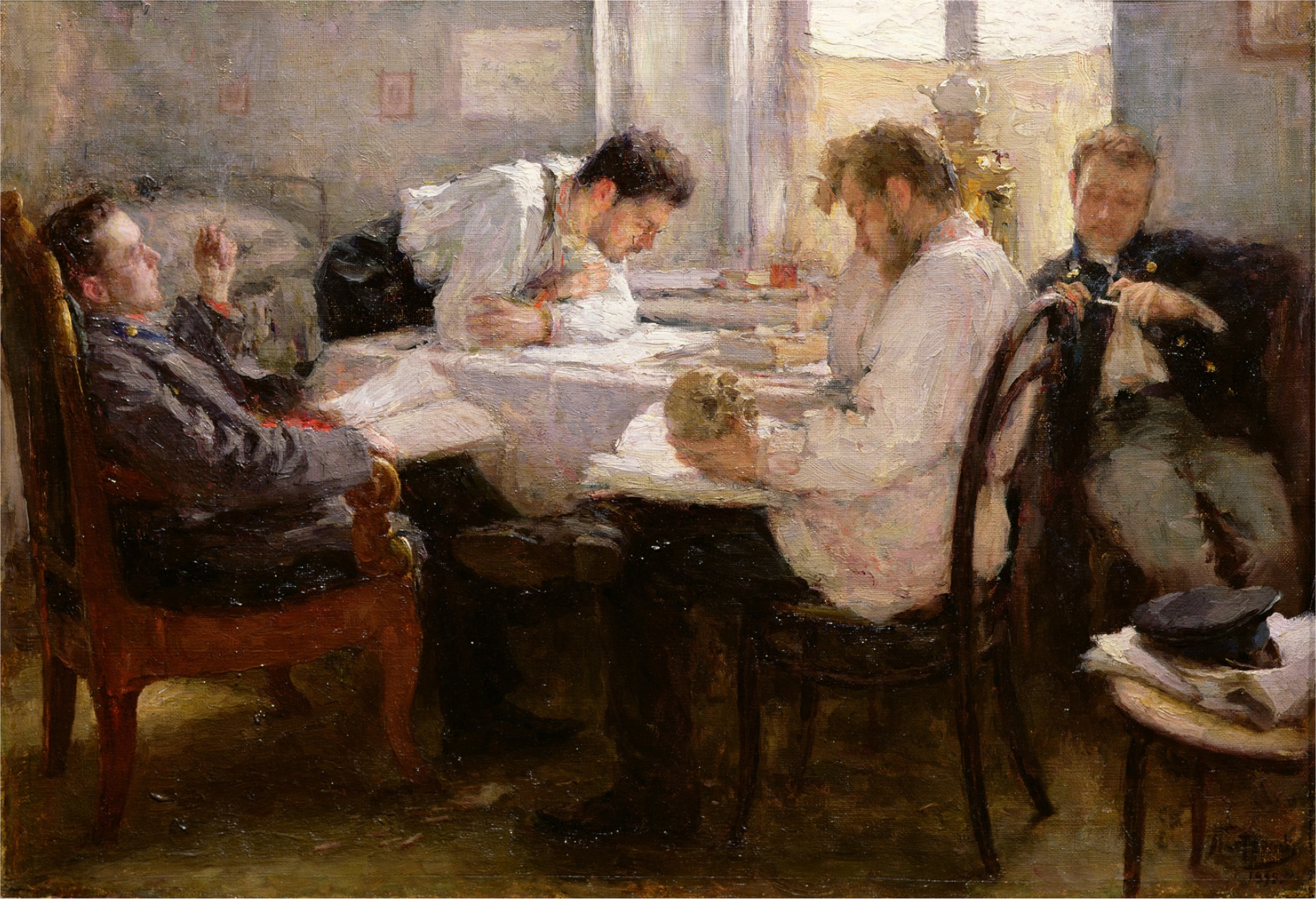
La notte prima dell'esame, dipinto di Leonid Pasternak del 1895.

L'esame universitario è una prova che si deve sostenere per obbligo alla fine di una serie di insegnamenti di un corso di laurea, per dimostrare al docente di aver appreso le conoscenze fornite dalla materia in questione.
L'esame può essere scritto, orale, a progetto oppure la combinazione di alcuni di questi.
In Italia i voti agli esami universitari sono espressi in trentesimi: il voto massimo per superare un esame è 30 e lode, quello minimo 18. Esistono anche prove senza votazione, che una volta superate vengono segnalate come idoneità, ma secondo il decreto ministeriale 270/2004 non sono più considerate esami.